# اچ‌ام‌اس گودتیا (۱۹۱۶)
اچ‌ام‌اس گودتیا (۱۹۱۶) (به انگلیسی: HMS Godetia (1916)) یک کشتی بود که طول آن ۲۵۵ فوت ۳ اینچ (۷۷٫۸۰ متر) بود. این کشتی در سال ۱۹۱۶ ساخته شد.